# Kortikosteron
Kortikosteron (CORT) je steroidni hormon kortikosteroidnog tipa koji nastaje u korteksu nadbubrežne žlezde. 

## Uloge
Kod mnogih vrsta, kao što su vodozemci, reptili, glodari i ptice, kortikosteron je glavni glukokortikoid, koji učestvuje u regulaciji energije, imunskim reakcijama, i responsu na stres.
Kod čoveka, kortikosteron se prvenstveno proizvodi u zoni fasciculata adrenalnog korteksa. On poseduje slabu glukokortikoidnu i mineralokortikoidnu potentnost kod ljudi i ima značaj samo kao jedan od posrednika steroidogenog puta od pregnenolona do aldosterona. Kortikosteron se konvertuje u aldosteron aldosteron sintazom, koja je nađena samo u mitohondrijama glomerulosnih ćelija. 

## Literatura
1. ↑   уреди
2. ↑  Evan E. Bolton; Yanli Wang; Paul A. Thiessen; Stephen H. Bryant (2008). „Chapter 12 PubChem: Integrated Platform of Small Molecules and Biological Activities”. Annual Reports in Computational Chemistry. 4: 217—241. doi:10.1016/S1574-1400(08)00012-1.
3. ↑  „e.hormone | The Hormones : Corticoids”. Приступљено 09. 04. 2009.

## Dodatne slike
- Steroidogeneza
- Deoksikortikosteron
- Aldosteron